# Igreja Protestante Africana
A Igreja Protestante Africana - em francês Eglise Protestante Africaine, geralmente abreviada como EPA - é uma denominação reformada presbiteriana em Camarões. Foi constituída em 1934, por igrejas e pastores que se separaram da Igreja Presbiteriana dos Camarões. A principal causa da separação foi defesa dos dissidentes do uso da língua Kwasio nos cultos.

## História
A Missão Presbiteriana Americana da Igreja Presbiteriana (EUA) iniciou suas atividades nos Camarões em 1875. 
Em 1934, um grupo de cristãos em Ngoumba, liderado por Nzié Nzioungma e Martin Bamba Minkio separaram-se da missão (que posteriormente formaria a Igreja Presbiteriana dos Camarões em 1957).
A principal causa da separação foi o uso da língua Kwasio. Os dissidentes queriam que a missão permitisse o uso de sua língua nativo nos cultos, quando a missão exigia apenas o uso do francês.
Rapidamente, outros pastores se uniram ao movimento dissidente, tais como Abraham Nzie Beaud e Rudolph Ngouah Beaud.
O grupo cresceu e se organizou como Eglise Culturelle Kwassio (Igreja Cultural Kwassio). Posteriormente, foi renomeada para Eglise Protestante Ngoumba (Igreja Protestante Ngoumba) e por fim recebeu o nome de Eglise Protestante Africaine (Igreja Protestante Africana). 
Em 2006, a denominação tinha cerca de 10.000 membros, 26 pastores e 32 congregações.

## Doutrina
A igreja subscreve o Credo dos Apóstolos e permite a ordenação de mulheres.

## Relações inter eclesiásticas
A denominação é membro do Conselho Mundial de Igrejas, da Comunhão Mundial das Igrejas Reformadas e do Conselho das Igrejas Protestantes dos Camarões.